# 杜杲 (南北朝)
杜 杲（と こう、生年不詳 - 582年）は、北魏から隋にかけての官僚・軍人。字は子暉。本貫は京兆郡杜陵県。兄の杜徽は杜如晦の祖父。

## 経歴
武都郡太守の杜皎の子として生まれた。学問して経書や史書を渉猟し、才略を備えていた。族父の杜攢には「わが家の千里の駒なり」と評された。534年（永熙3年）、奉朝請を初任とした。輔国将軍・成州長史・漢陽郡太守を歴任した。北周の明帝の初年、杜杲は脩城郡太守に転じた。鳳州の仇周貢らが反乱を起こし、脩城郡を攻撃したが、杜杲は部下からひとりの離反者も出さなかった。ほどなく開府の趙昶が軍を率いて反乱の討伐にやってくると、杜杲は郡の兵を率いて趙昶と合流し、反乱を鎮圧した。入朝して司会上士となった。
かつて陳の文帝の弟の安成王陳頊が南朝梁の人質になっていたが、西魏が江陵を平定すると、陳頊は長安に移されていた。陳がその身柄の返還を求め、宇文泰はこれを許可したものの実行に移されなかった。ここにいたって、明帝は陳頊を帰国させようと、杜杲を陳に派遣して知らせた。陳の文帝は喜んで、黔中数州の地を割譲し、善隣を約束した。杜杲は帰国すると、都督に任じられ、小御伯をつとめた。また国境に向かい、魯山を国境とすることを陳側と確認した。562年（保定2年）、杜杲は陳頊の帰国を送った。杜杲は長安に帰還すると、大都督・小載師下大夫に任じられ、小納言をつとめた。566年（天和元年）、再び陳に使節として赴いた。中山公宇文訓（宇文護の子）が蒲州刺史となると、杜杲はその下で府司馬・蒲州治中となり、知州府事を兼ねた。使持節・車騎大将軍・儀同三司の位を加えられた。
567年（天和2年）、陳の華皎が北周に帰順してくると、衛公宇文直が元定らを率いて救援したが、陳軍と交戦して敗れた。北周の武帝は東南の争乱が拡大するのを嫌って、杜杲を御正中大夫に任じ、陳への使節として送り出した。陳の宣帝（陳頊）は黄門侍郎の徐陵に応接させ交渉させた。徐陵は宇文直と元定が長江を越えて侵攻した恨みは消えていないと述べたが、杜杲は元定らは敗れて捕らえられ、その恨みはすでに消えており、北周が陳主を帰国させた恩は残ると主張した。徐陵は笑って答えなかったが、杜杲は北斉に対抗するために北周と陳が友好関係を結ぶ必要があると説いた。徐陵が宣帝に会談の内容を報告すると、宣帝は北周と結ぶことを許可し、使節を長安に送った。
572年（建徳元年）、司城中大夫となり、また陳への使節として立った。陳の宣帝は江南にいる元定の軍の将士らと関中にいる王褒・庾信らの身柄を交換したいと提案したが、杜杲は拒否した。杜杲が帰還の途中で石頭城まで来たとき、宣帝が使者を派遣してきて、北斉に対する共同作戦を提案したが、杜杲は北周側に利益がないとして拒否した。杜杲は帰国すると、司倉中大夫に任じられた。
575年（建徳4年）、温州刺史に転出し、義興県伯の爵位を受けた。579年（大象元年）、長安に召還されて御正中大夫に任じられた。再び陳への使節として立った。580年（大象2年）、申州刺史に任じられ、開府儀同大将軍の号を加えられ、爵位を侯に進められた。同州司会に任じられた。581年（開皇元年）、隋が建国されると、杜杲は同州総監となり、爵位を公に進められた。まもなく工部尚書に転じた。582年（開皇2年）、西南道行台兵部尚書に任じられた。ほどなく病没した。
子に杜運があり、大象末年に宣納上士となった。

## 伝記資料
- 『周書』巻39 列伝第31
- 『北史』巻70 列伝第58